# Anne Bauchens
Anne Bauchens (2 de fevereiro de 1882 — 7 de maio de 1967) foi uma editora estadunidense. Venceu o Oscar de melhor montagem na edição de 1941 por North West Mounted Police.